# Пиха (рыбы)
Пиха, или филиппинская кибинаго (лат. Spratelloides delicatulus), — вид лучепёрых рыб из семейства сельдевых (Clupeidae). Широко распространены в Индо-Тихоокеанской области. Максимальная длина тела 7 см. Морские стайные пелагические рыбы.

## Описание
Максимальная длина тела 7 см. Задний край чешуек гладкий. Полосы на чешуе соединяются в центре чешуи. Килеватые чешуйки на брюхе W-образные. Нет зубов на верхней челюсти. Предчелюстная кость треугольной формы. Две надчелюстные кости, вторая надчелюстная кость веслообразная. На нижней части первой жаберной дуги 26—32 жаберных тычинок. В спинном плавнике 11—13 мягких лучей. В анальном плавнике 10—11 мягких лучей. В латеральной серии 35—41 рядов чешуи. Отсутствует серебристая полоса на боку тела. На основании хвостового плавника две чёрные полосы.

## Биология
Морские пелагические рыбы. Обитают в прибрежных водах на глубине до 50 м. Образуют большие скопления. Питаются ракообразными. Короткоживущий вид, продолжительность жизни 4—8 месяцев. Половозрелости достигают в возрасте 2—4 месяца. Нерест порционный. Плодовитость низкая (от 799 до 926 икринок).

## Ареал
Широко распространены в Индо-Тихоокеанской области от Красного моря вдоль побережья восточной Африки до Дурбана; на восток до Микронезии и островов Общества. В Тихом океане от Японии до Филиппин, Индонезии, Самоа, севера Австралии и Гавайских островов.